# Good Guy
Good Guy (englisch etwa „guter Kerl“) ist ein Song des US-amerikanischen Rappers Eminem, den er zusammen mit der kanadischen Sängerin Jessie Reyez aufnahm. Der Song erschien 2018 auf Eminems zehntem Studioalbum Kamikaze.

## Inhalt
Good Guy handelt von einer unglücklichen Liebesbeziehung, die von Misstrauen und Untreue geprägt ist und in gewalttätigen Auseinandersetzungen gipfelt. Dabei bezichtigt Eminem in der Rolle des lyrischen Ichs seine Freundin des Fremdgehens, worauf diese nichts erwidert, da sie ihn im Glauben lassen will, er sei der Gute in der Beziehung. Schließlich fragt sich Eminem selbst, ob er wirklich der Gute in der Beziehung sei oder diesen nur spiele.

## Produktion
Das Lied wurde von dem US-amerikanischen Musikproduzenten Illadaproducer produziert, wobei Eminem die zusätzliche Produktion übernahm. Beide fungierten neben Jessie Reyez, Yutaka Yamada, Lisa Gomamoto und Norio Aono auch als Autoren. Der Song enthält Auszüge des Stücks Glassy Sky, gesungen von AmaLee, aus der Anime-Serie Tokyo Ghoul.

## Musikvideo
Bei dem zu Good Guy gedrehten Musikvideo führte der Regisseur Peter Huang Regie. Es feierte am 7. Dezember 2018 auf YouTube Premiere und verzeichnet über 40 Millionen Aufrufe (Stand August 2020).
Im Video spielen Eminem und Reyez ein Liebespaar, das in einen gewalttätigen Streit gerät. So greift sie ihn mit Faustschlägen an, als sie nach Hause in die gemeinsame Villa kommt. Nach einem Handgemenge wirft Reyez verschiedene Gegenstände nach Eminem und greift in der Küche zu einem Messer, mit dem sie ihm in den Bauch sticht. Sie verfolgt ihn die Treppe hinauf, bevor beide zusammen aus dem Fenster stürzen. Draußen auf dem Boden liegend, erwürgt sie ihn schließlich. Am Ende hat Reyez Eminems Leiche in einen Sack gehüllt und vergräbt diesen im Garten, wobei sie sich weinend daneben legt.

## Chartplatzierungen
Obwohl Good Guy nicht als offizielle Single erschien, stieg der Song nach Albumveröffentlichung aufgrund von Streaming und Downloads in die Charts diverser Länder ein. So erreichte das Lied am 7. September 2018 für eine Woche Platz 98 der deutschen Charts. Zudem belegte es unter anderem Rang 61 in Österreich, Position 67 in den Vereinigten Staaten und Platz 46 in Australien.
| ChartsChartplatzierungen       | Höchstplatzierung | Wochen |
| ------------------------------ | ----------------- | ------ |
| Deutschland (GfK)              | 98 (1 Wo.)        | 1      |
| Österreich (Ö3)                | 61 (1 Wo.)        | 1      |
| Vereinigte Staaten (Billboard) | 67 (1 Wo.)        | 1      |

## Auszeichnungen für Musikverkäufe
Good Guy wurde im Jahr 2022 für mehr als 500.000 Verkäufe in den Vereinigten Staaten mit einer Goldenen Schallplatte ausgezeichnet.

| Land/Region               | Auszeichnungen für Musikverkäufe (Land/Region, Auszeichnung, Verkäufe) | Verkäufe |
| ------------------------- | ---------------------------------------------------------------------- | -------- |
| Australien (ARIA)         | Gold                                                                   | 35.000   |
| Vereinigte Staaten (RIAA) | Gold                                                                   | 500.000  |
| Insgesamt                 | 2× Gold ·                                                              | 535.000  |

Hauptartikel: Eminem/Auszeichnungen für Musikverkäufe